# Helena Wüst Augenstein
Helena Wüst Augenstein (Barcelona, 27 de gener de 1932) és una exnedadora i àrbitra de natació sincronitzada.
Membre del Club Natació Barcelona, s'especialitzà en les proves d'esquena i de relleu. Es proclamà disset vegades campiona de Catalunya destacant cinc títols consecutius en 100 m esquena i en 4×100 m lliures entre 1948 i 1952. En l'àmbit estatal, guanyà vuit campionats d'Espanya, aconseguint quatre títols en 100 m esquena (1948-51) i tres en 4×100 m lliures (1948-50). També establí disset rècords catalans i setze estatals en les proves de crol, esquena i relleus, i guanyà quatre Copes Nadal de forma consecutiva (1948-51). Posteriorment, esdevingué arbitre i s'especialitzà en natació sincronitzada. Fou la primera dona en ingressar a la junta directiva arbitral (1968) del col·legi català. A nivell internacional, participà als Campionats del Món (1986) i d’Europa (1986-89). Entre d'altres reconeixements, ha sigut guardonada amb la medalla mèrit esportiu de la Federació Catalana de Natació com a nedadora (1952) i com a àrbitra (1988), la medalla d'argent (1980) i d’or (1987) pels serveis distingits de la Federació Espanyola de Natació i la medala de Forjadors de la Història Esportiva de Catalunya (1991).

## Palmarès
- 17 campionats de Catalunya de natació
  - 1 en 100 m lliures (1949)
  - 5 en 100 m esquena (1948, 1949, 1950, 1951, 1952)
  - 5 en 4x100 m lliures (1948, 1949, 1950, 1951, 1952)
  - 6 en 3x100 m estils (1947, 1948, 1949, 1950, 1951, 1952)

- 8 campionats d'Espanya de natació
  - 1 en 100 m lliures (1949)
  - 4 en 100 m esquena (1948, 1949, 1950, 1951)
  - 3 en 4x100 m lliures (1948, 1949, 1950)